# ويست يلوستون (مونتانا)
ويست يلوستون (بالإنجليزية: West Yellowstone, Montana)‏ هي بلدة تقع في مقاطعة غلاتين، مونتانا بولاية مونتانا في الولايات المتحدة. تأسست عام 1907، تبلغ مساحتها (كم²)، وترتفع عن سطح البحر م، بلغ عدد سكانها نسمة في عام حسب إحصاء مكتب تعداد الولايات المتحدة .

## التركيبة السكانية
قام مكتب تعداد الولايات المتحدة بتحديد بيانات التركيبة السكانية لويست يلوستون في تعداد الولايات المتحدة. في ما يلي، التركيبة السكانية حسب تعدادي 2000 و2010.

### تعداد عام 2000
بلغ عدد سكان ويست يلوستون 1,177 نسمة بحسب تعداد عام 2000، وبلغ عدد الأسر 518 أسرة وعدد العائلات 289 عائلة مقيمة في البلدة. في حين سجلت الكثافة السكانية 1,458.9 نسمة لكل ميل مربع (563.3/كم2). وبلغ عدد الوحدات السكنية 806 وحدة بمتوسط كثافة قدره 999.0 لكل ميل مربع (385.7/كم2).
وتوزع التركيب العرقي للبلدة بنسبة 91.93% من البيض و 0.85% من الأمريكيين الأصليين و 0.76% من الأمريكيين ذوي الأصول الآسيوية و 0.34% من الأمريكيين الأفارقة و 1.27% من عرقين مختلطين أو أكثر.
بلغ عدد الأسر 518 أسرة كانت نسبة 26.8% منها لديها أطفال تحت سن الثامنة عشر تعيش معهم، وبلغت نسبة الأزواج القاطنين مع بعضهم البعض 42.9% من أصل المجموع الكلي للأسر، ونسبة 8.9% من الأسر كان لديها معيلات من الإناث دون وجود شريك، وكانت نسبة 44.2% من غير العائلات. تألفت نسبة 34.4% من أصل جميع الأسر من أفراد ونسبة 2.5% كانوا يعيش معهم شخص وحيد يبلغ من العمر 65 عاماً فما فوق. وبلغ متوسط حجم الأسرة المعيشية 2.76، أما متوسط حجم العائلات فبلغ 2.15.
بلغ العمر الوسطي للسكان 37 عاماً. وكانت نسبة 22.4% من القاطنين تحت سن الثامنة عشر، وكانت نسبة 7.9% بين الثامنة عشر والأربعة وعشرون عاماً، ونسبة 35.9% كانت واقعةً في الفئة العمرية ما بين الخامسة والعشرون حتى والأربعة وأربعون عاماً، ونسبة 28.5% كانت ما بين الخامسة والأربعون حتى الرابعة والستون، ونسبة 5.3% كانت ضمن فئة الخامسة والستون عاماً فما فوق. يوجد لكل 100 أنثى 123.3 ذكر، ويوجد لكل 100 أنثى في الثامنة عشر من عمرها فما فوق 121.1 ذكر.
بلغ متوسط دخل الأسرة في البلدة 30,703 دولار، أما متوسط دخل العائلة فبلغ 37,250 دولار. وكان متوسط دخل الذكور 24,297 دولار مقابل 20,909 دولار للإناث. وسجل دخل الفرد الخاص بالبلدة 19,136 دولار. وكانت نسبة 9.1% من العائلات ونسبة 12.9% من السكان تحت خط الفقر، وكان من هؤلاء نسبة 18.2% تحت سن الثامنة عشر ونسبة 5.1% في الخامسة والستين من العمر وما فوق.

### تعداد عام 2010
بلغ عدد سكان ويست يلوستون 1,271 نسمة بحسب تعداد عام 2010، وبلغ عدد الأسر 617 أسرة وعدد العائلات 298 عائلة مقيمة في البلدة. في حين سجلت الكثافة السكانية 1,588.8 نسمة لكل ميل مربع (613.4/كم2). وبلغ عدد الوحدات السكنية 969 وحدة بمتوسط كثافة قدره 1,211.3 لكل ميل مربع (467.7/كم2).
وتوزع التركيب العرقي للبلدة بنسبة 86.6% من البيض و 1.1% من الأمريكيين الأصليين و 0.9% من الأمريكيين ذوي الأصول الآسيوية و 0.4% من الأمريكيين الأفارقة و 3.5% من عرقين مختلطين أو أكثر.
```
وبلغت نسبة 
الأزواج
 القاطنين مع بعضهم البعض 34.7% من أصل المجموع الكلي للأسر، ونسبة 8.4% من الأسر كان لديها معيلات من الإناث دون وجود شريك، بينما كانت نسبة 5.2% من الأسر لديها معيلون من الذكور دون وجود شريكة وكانت نسبة 51.7% من غير العائلات.
```

بلغ العمر الوسطي للسكان 39.4 عاماً. وكانت نسبة 20.9% من القاطنين تحت سن الثامنة عشر، وكانت نسبة 6.5% بين الثامنة عشر والأربعة وعشرون عاماً، ونسبة 30.1% كانت واقعةً في الفئة العمرية ما بين الخامسة والعشرون حتى والأربعة وأربعون عاماً، ونسبة 34.2% كانت ما بين الخامسة والأربعون حتى الرابعة والستون، ونسبة 8.4% كانت ضمن فئة الخامسة والستون عاماً فما فوق. وتوزع التركيب الجنسي للسكان بنسبة 53.1% ذكور و46.9% إناث.

## وصلات خارجية
- The US50 - Cities and Towns in Montana State
- Montana Cities and Towns, Facts, Map, Flag, Colleges, Government, and More